# Grindu (Tulcea)
Grindu è un comune della Romania di 1 544 abitanti, ubicato nel distretto di Tulcea, nella regione storica della Dobrugia.